# Argüelles (stanice metra v Madridu)
Argüelles (plným názvem španělsky Estación de Argüelles, [arguejes]) je stanice metra v Madridu. Nachází se pod ulicí Princesa na križovatce s ulicemi Marqués de Urquijo a Alberto Aguilera. Toto místo se nachází v západní části města, na rozhraní obvodů Moncloa – Aravaca a Chamberí ve stejnojmenné čtvrti, pojmenované po španělském politikovi Agustínu de Argüelles Álvarezovi. Na stanici se kříží linky metra 3, 4 (ta zde končí) a okružní linka 6. Stanice leží v tarifním pásmu A a je bezbariérově přístupná.

## Historie
Stanice vznikla jako konečná při prodloužení linky 3 ze stanice Sol a byla uvedena do provozu 15. července 1941. Stanice se stala přestupní 23. března 1944, kdy byl otevřen první úsek linky 4, který vedl právě ze stanice Argüelles do stanice Goya. V roce 1963 bylo otevřeno prodloužení linky 3 do stanice Moncloa.
Stanice okružní linky 6 byla otevřena 10. května 1995 v rámci jejího dokončení mezi stanicemi Ciudad Universitaria a Laguna. Z kapacitních důvodů došlo během let 2004–2006 k velké rekonstrukci a prodloužení nástupišť z 60 na 90 m stanice na lince 3 (v rámci celkové rekonstrukce linky 3).

## Popis
Stanice linky 3 se nachází poměrně mělko pod ulicí Princesa, stanice linky 4 se nachází kolmo a na stejné úrovni jako stanice linky 3 pod ulicí Alberto Aguilera (na křižovatce s ulicemi Gaztambide a Andrés Mellado), což vylučuje možnost dalšího prodloužení linky 4. Stanice linky 4 je zvláštní tím, že se v ní nachází jedno boční a jedno středové nástupiště (toto uspořádání má kromě ní v síti metra ještě stanice Cuatro Caminos – linka 2).
Stanice linky 6 se nachází ve větší hloubce a je umístěna rovnoběžně se stanicí linky 3 pod ulicemi Marqués de Urquijo a Buen Suceso. Je propojena se společným vestibulem všech tří stanic a navíc ještě přímou chodbou vedoucí na středové nástupiště stanice linky 4.

## Fotogalerie

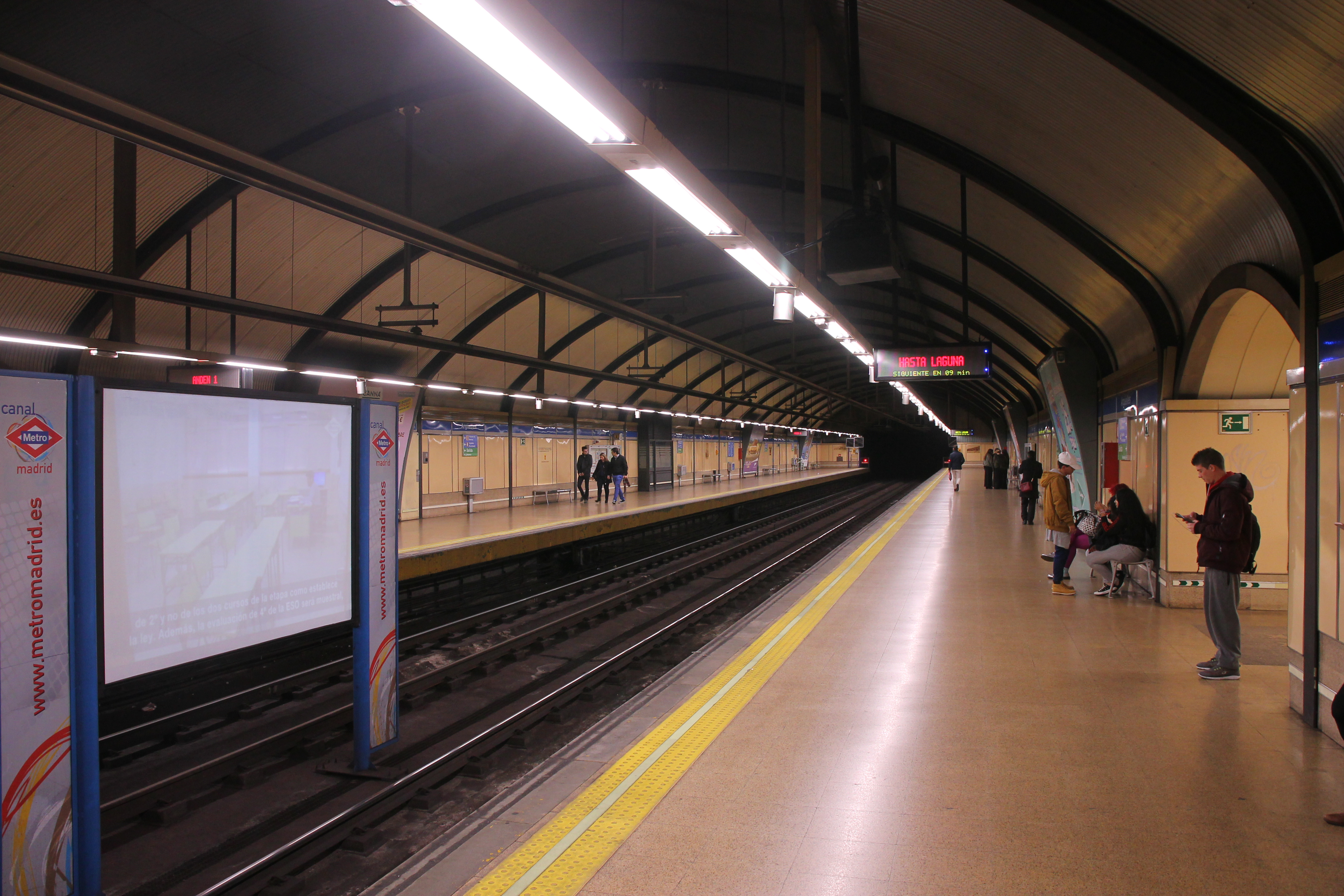
Nástupiště linky 6
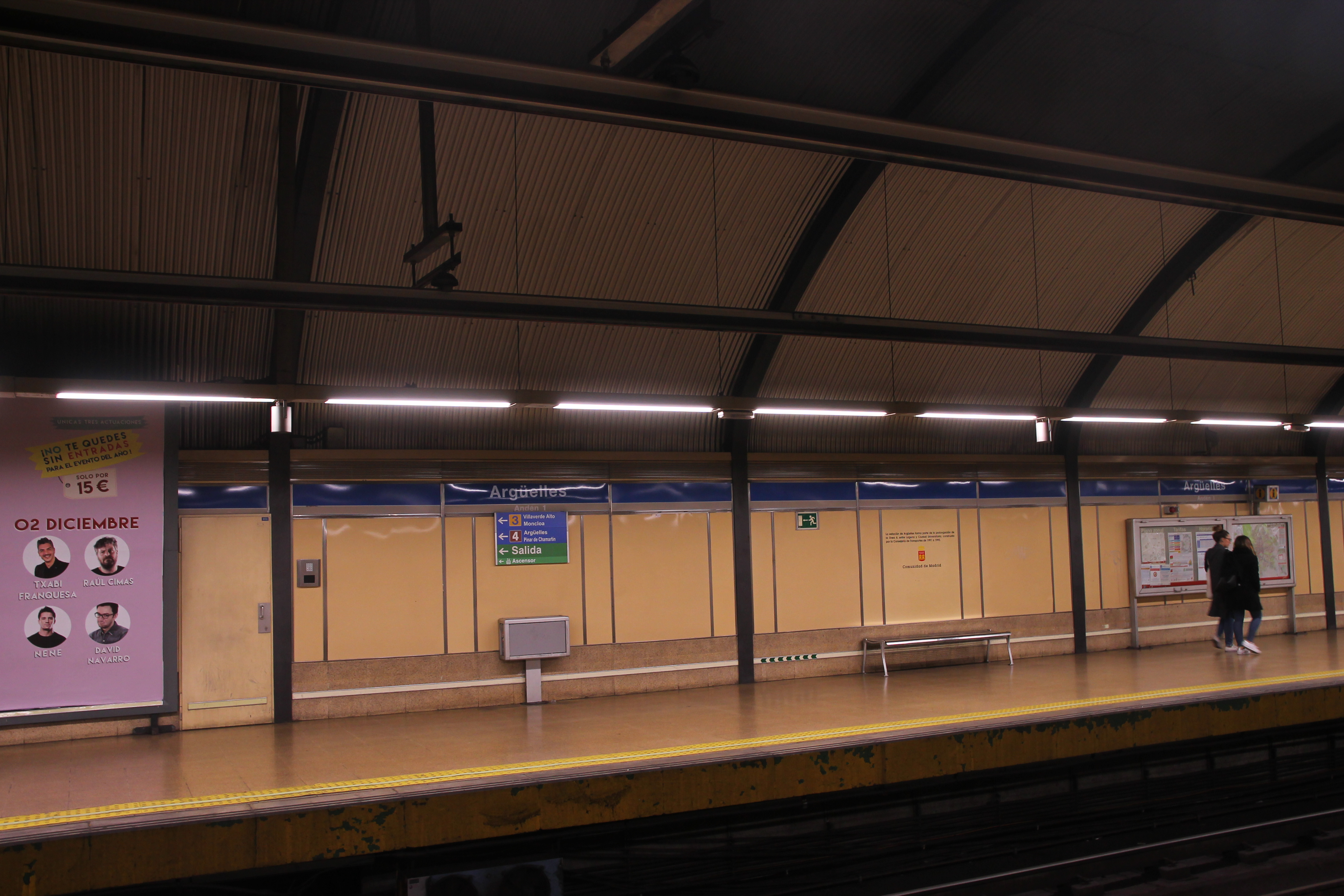
Detail stěn a stropu stanice
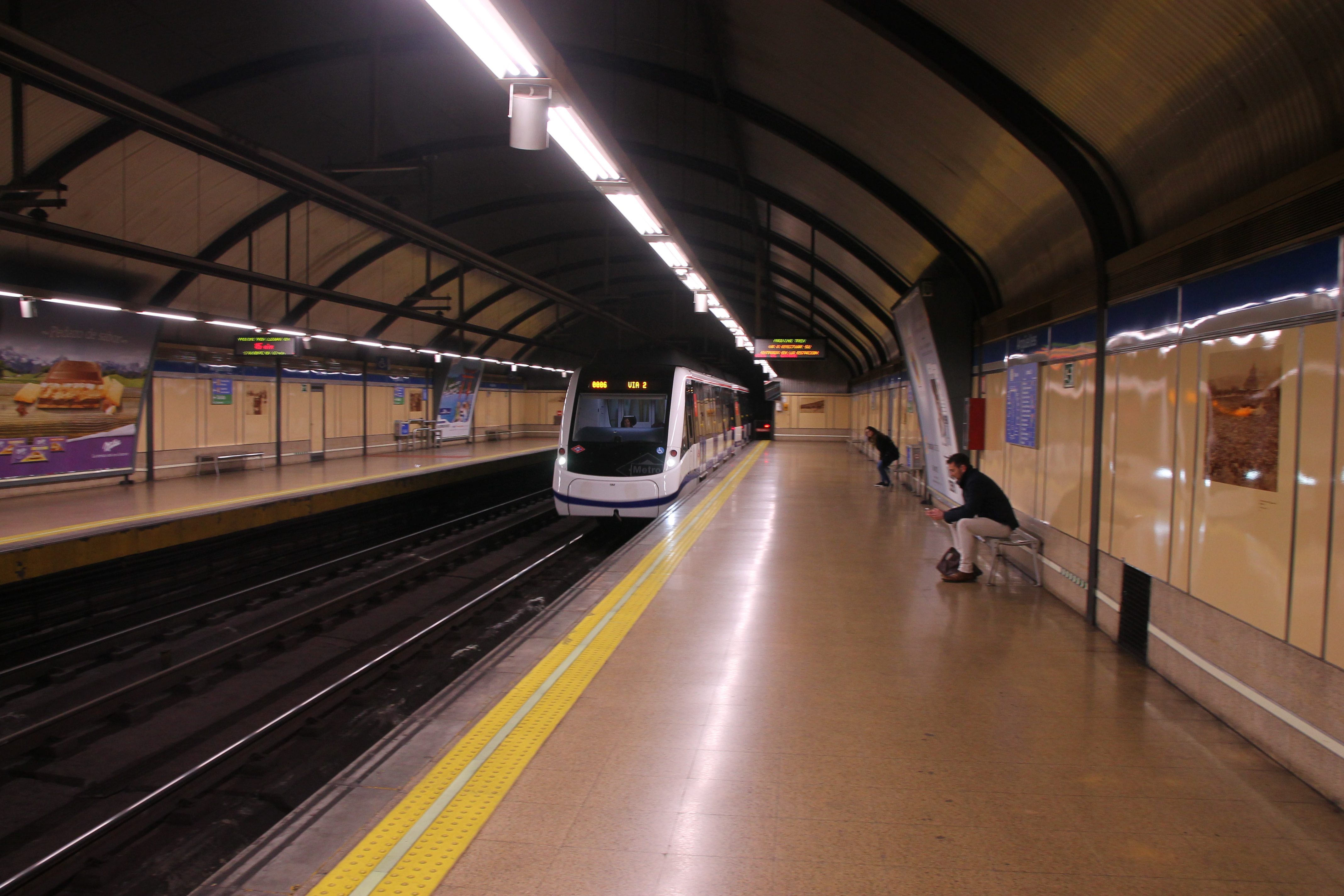
Nástupiště linky 6 s vlakem řady 8400
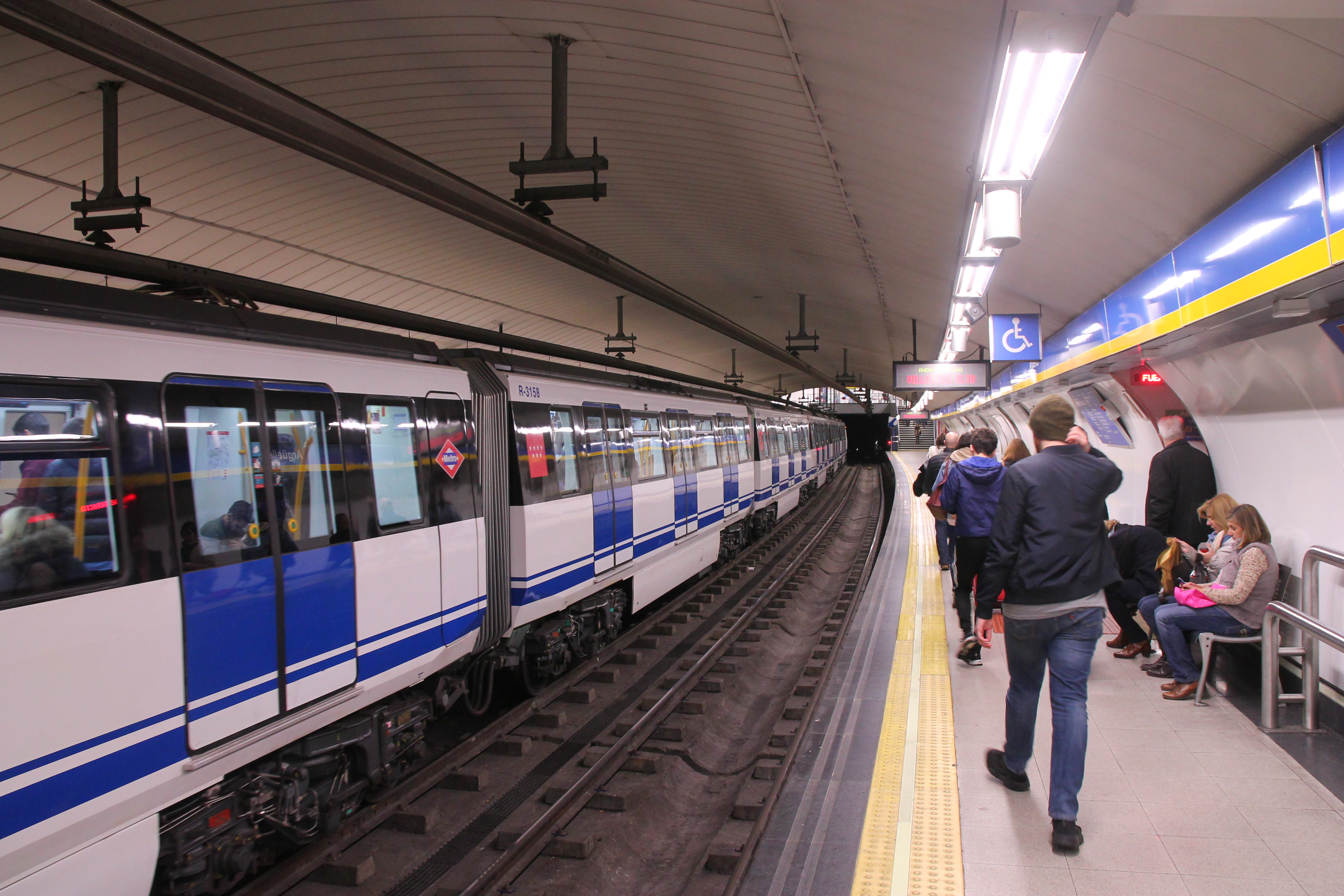
Nástupiště linky 3
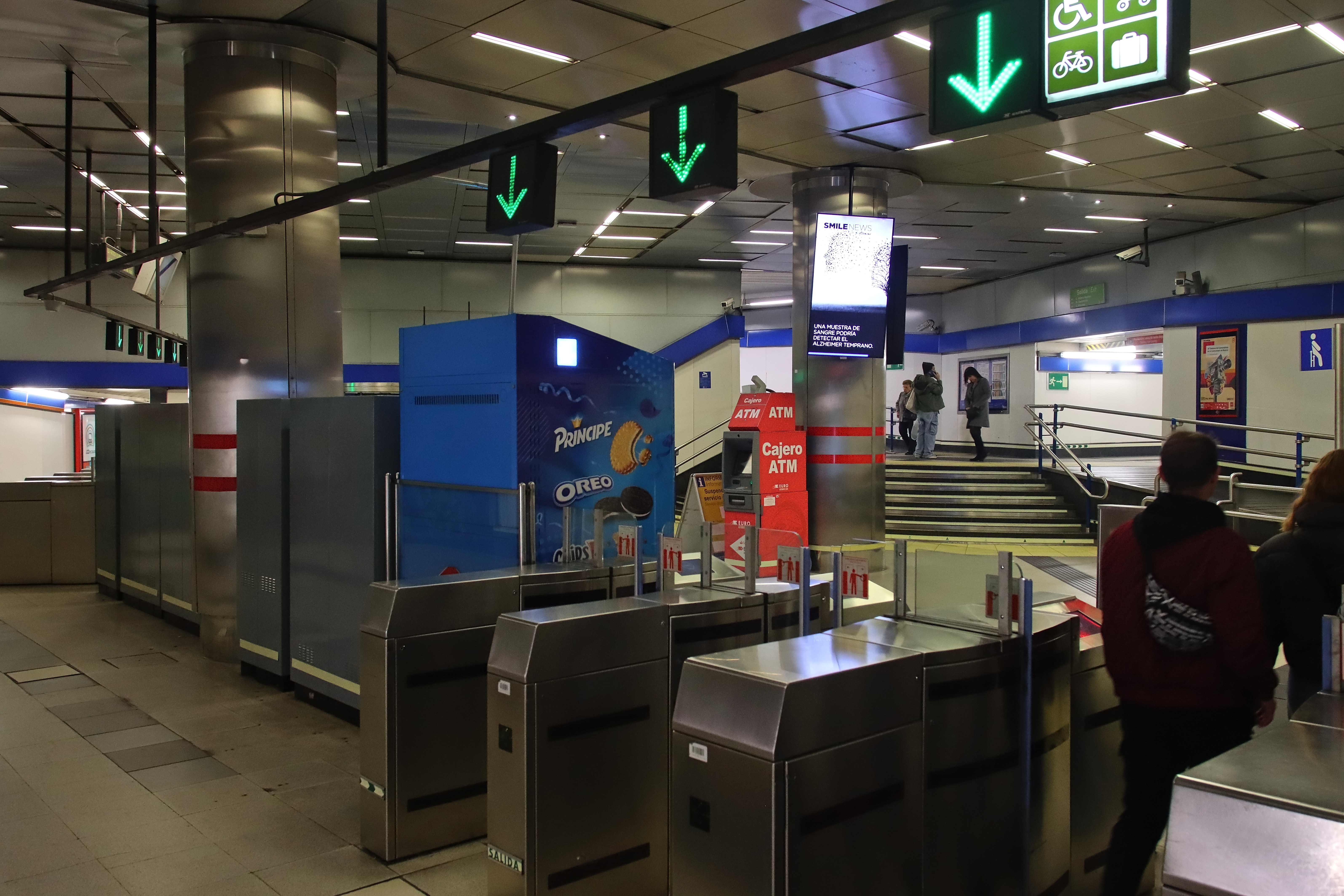
Turnikety u vstupu
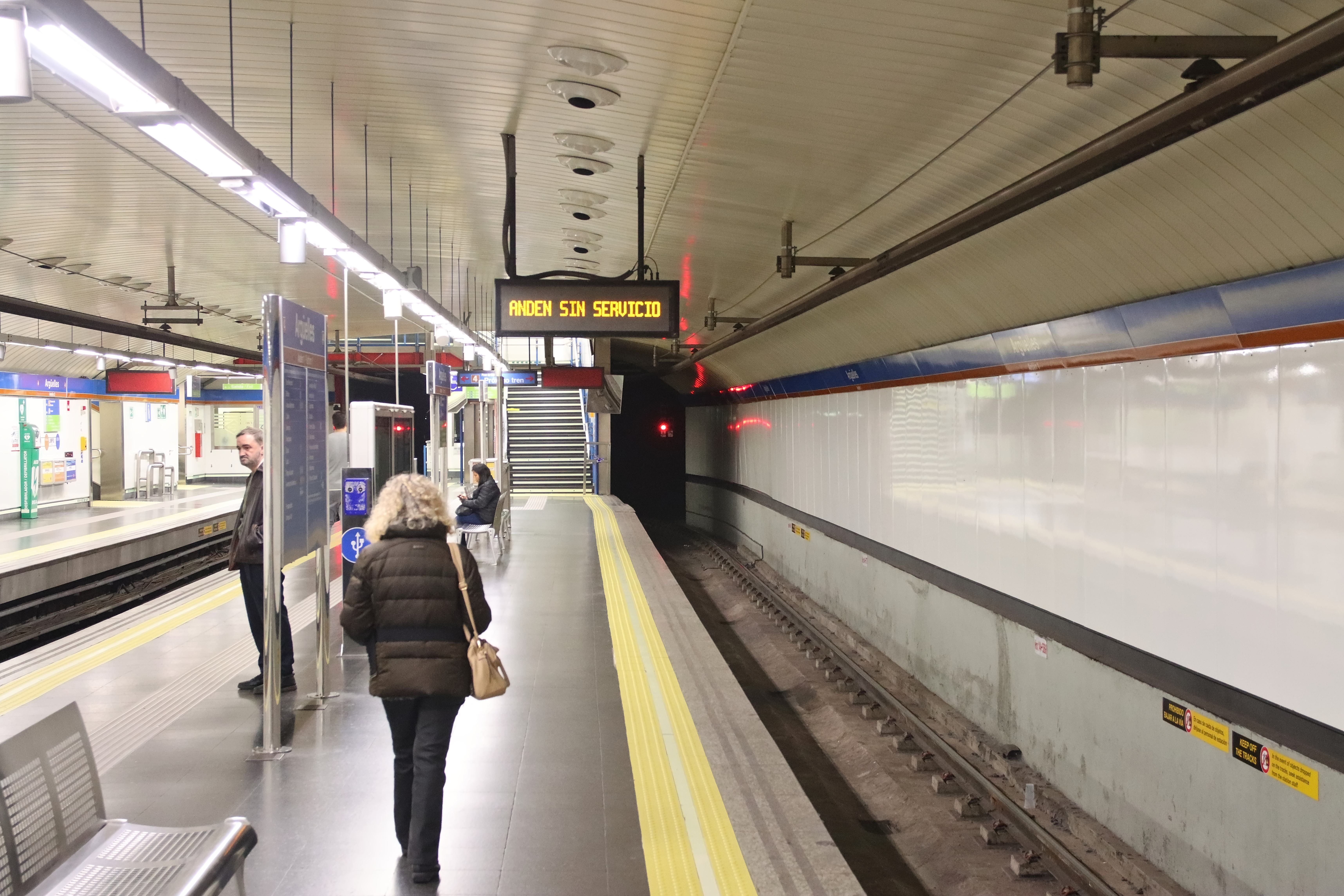
Nástupiště linky 4
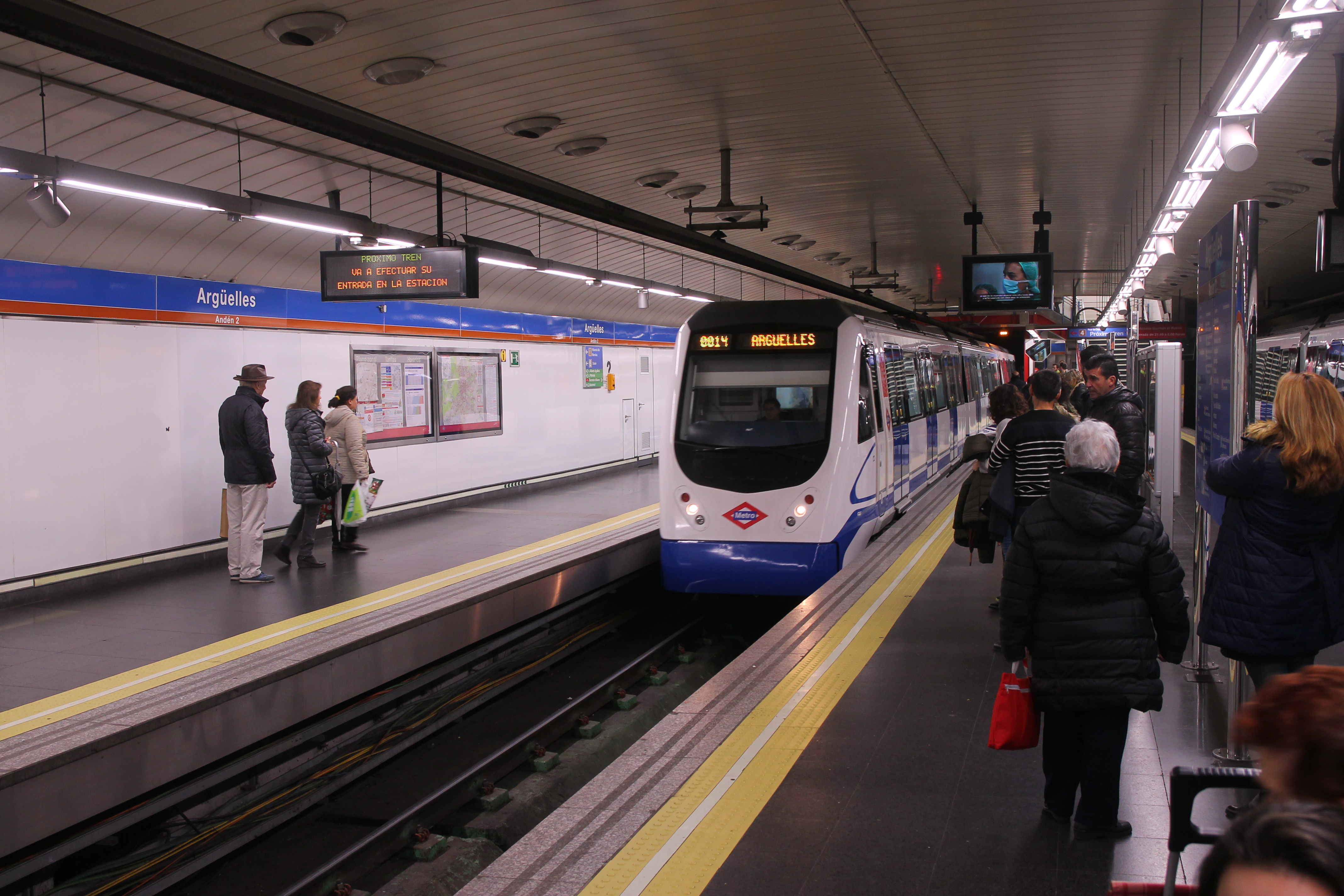
Vlak řady 3000 ve stanici linky 4
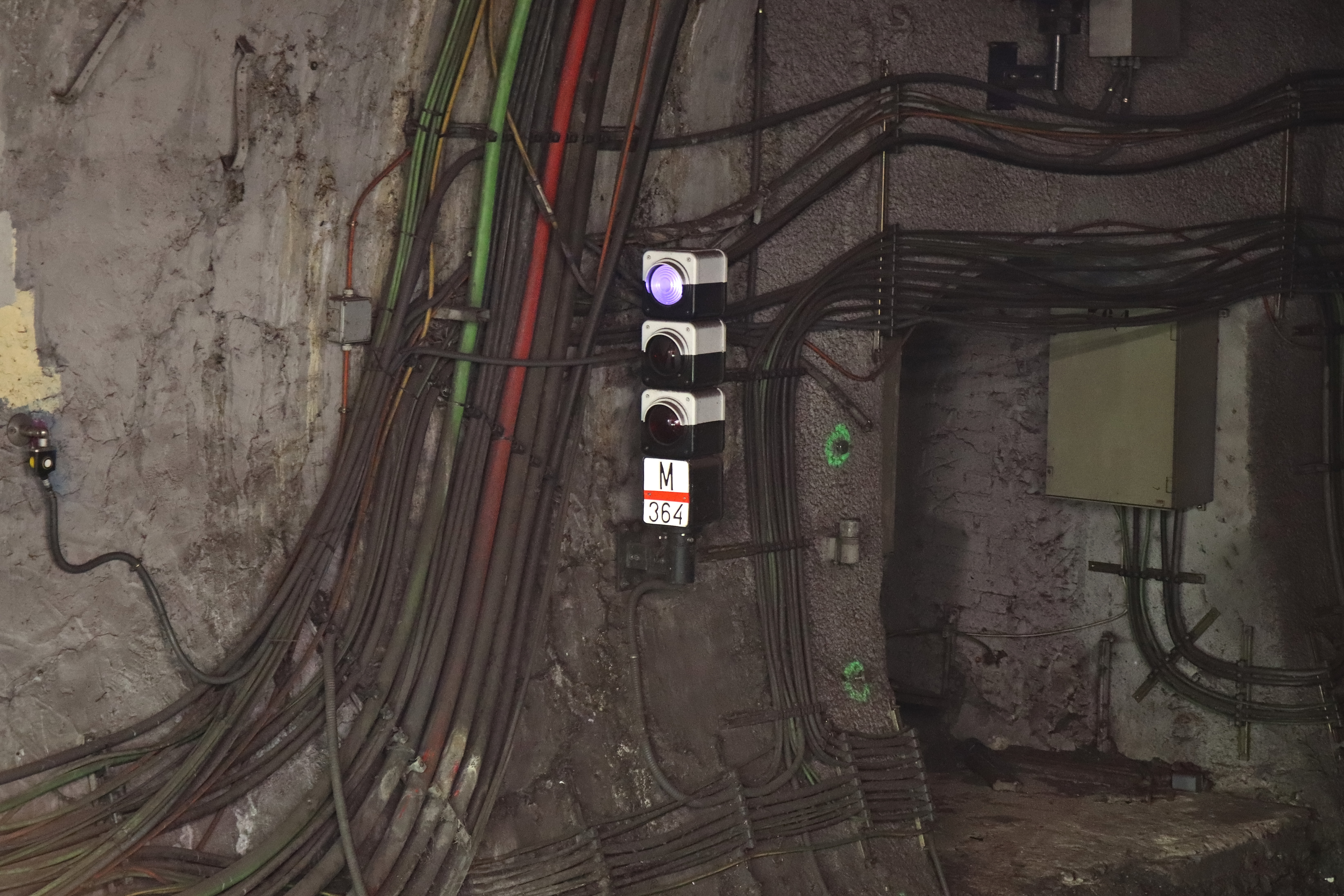
Návěstidlo na lince 3
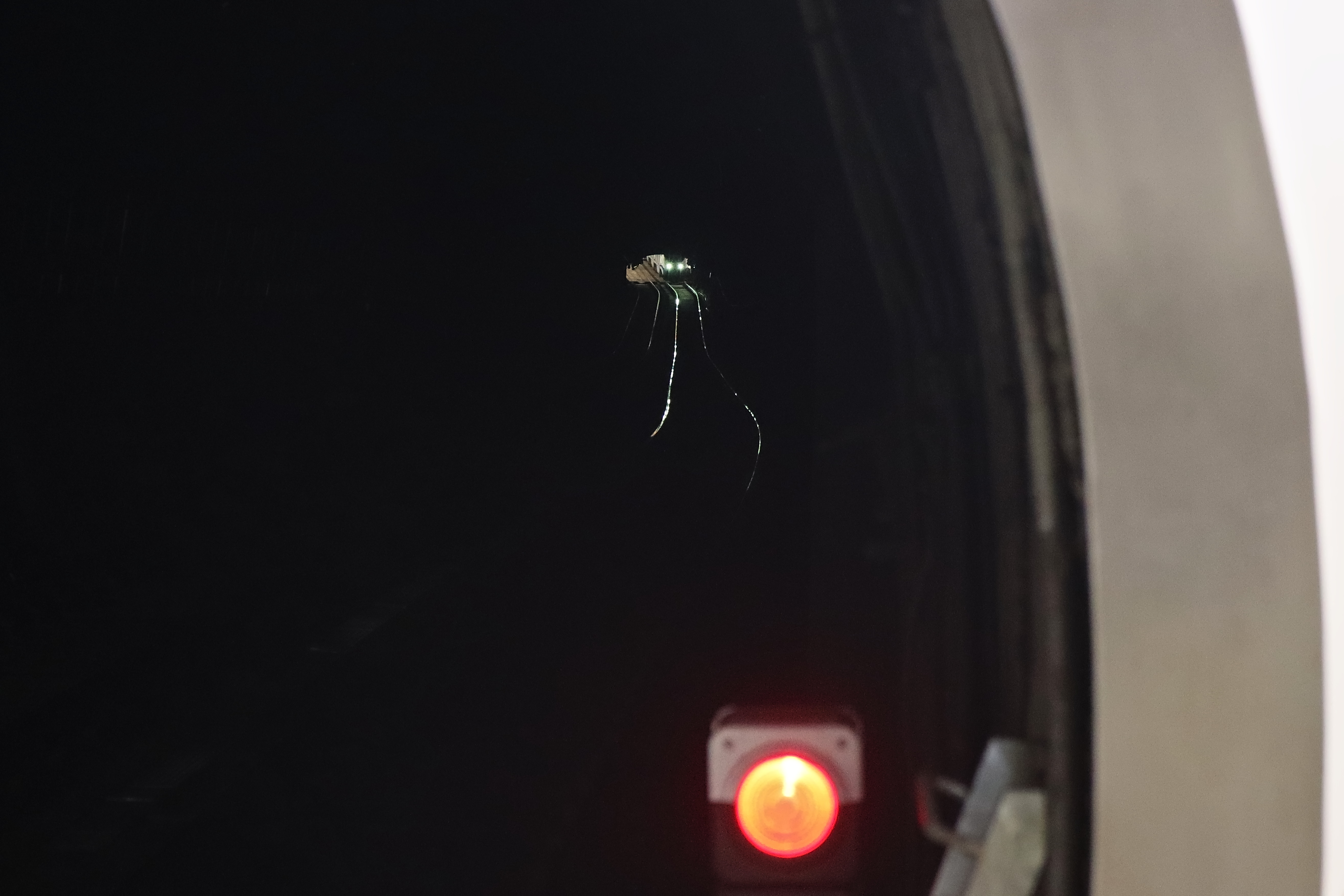
Průhled do stanice Ventura Rodríguez na lince 3
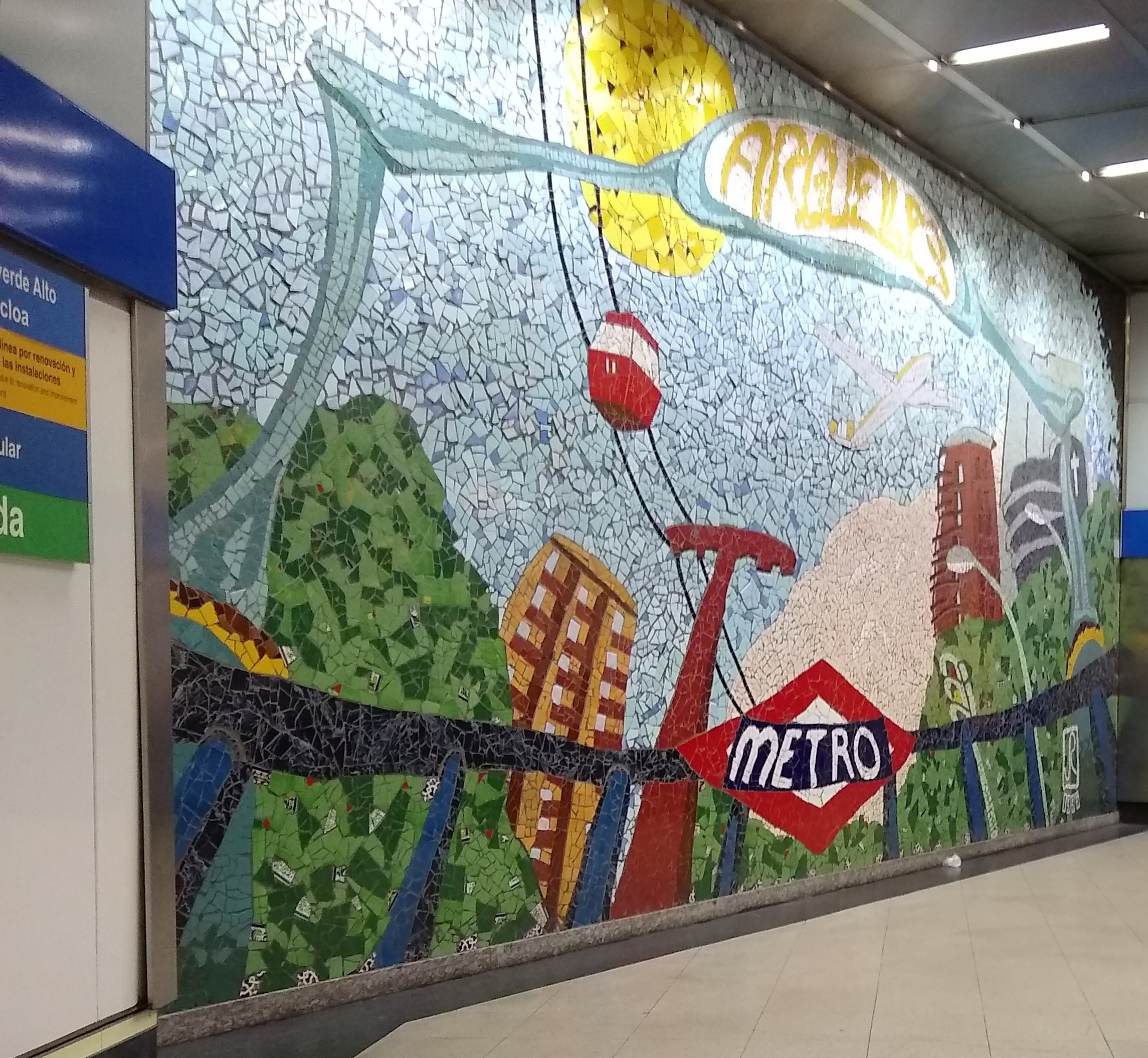
Mozaika ve vestibulu
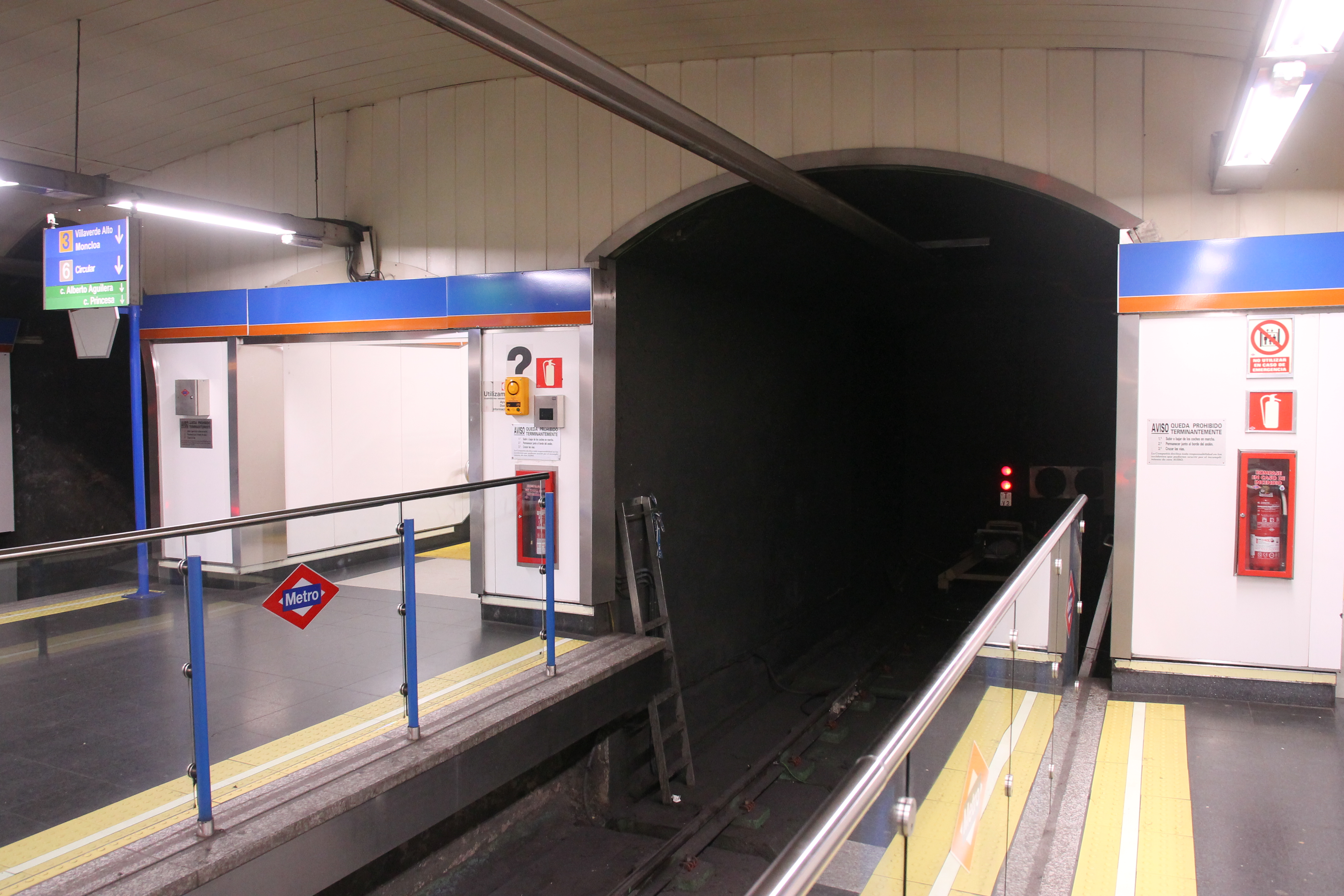
Koncové návěstidlo se zarážedlem v kolejišti linky 4
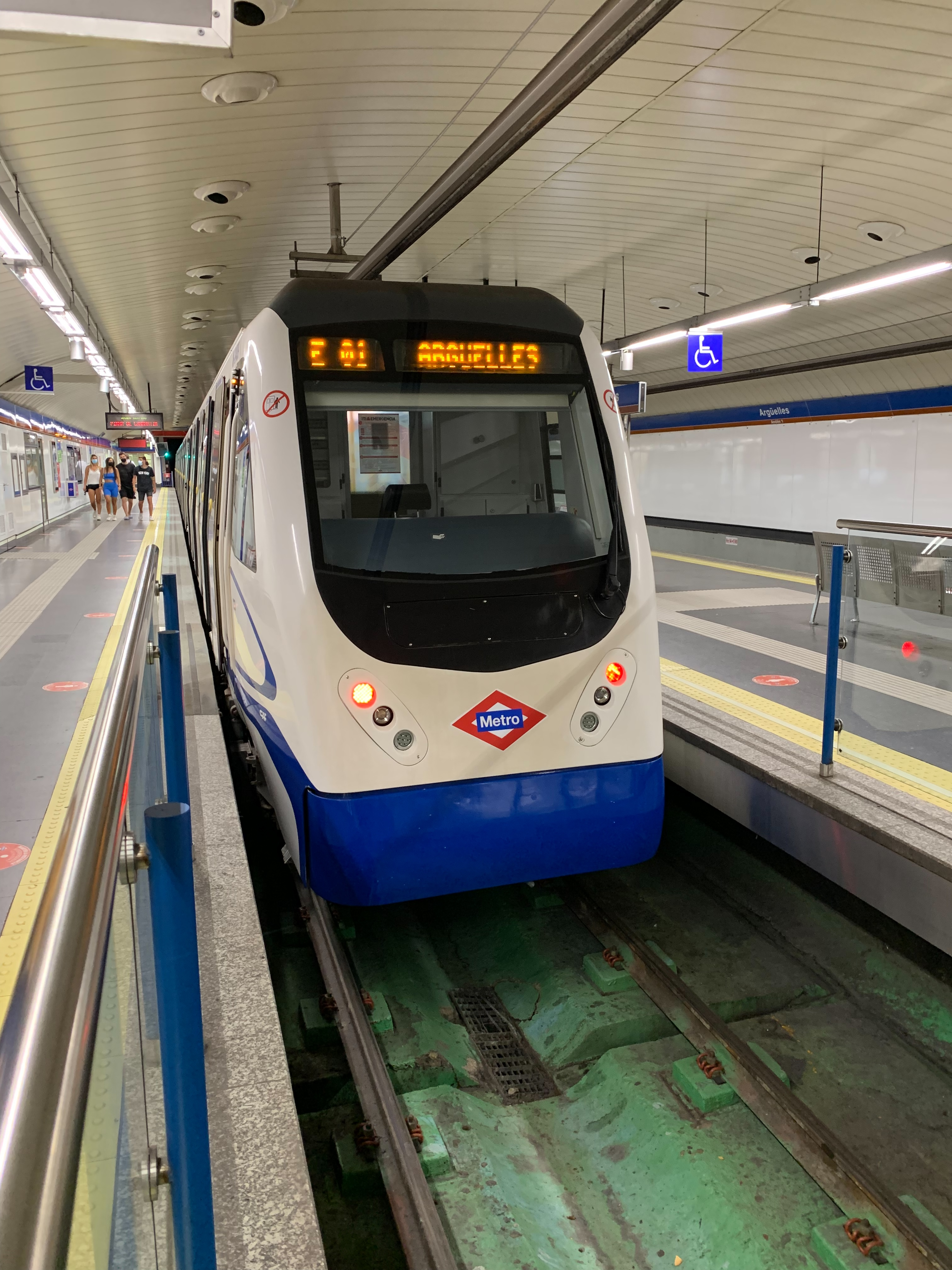
Vlak řady 3000 při obratu na lince 4